# アンドリー・シェフチェンコ
アンドリー・ムィコラーヨヴィチ・シェフチェンコまたはアンドレイ・ニコラーエヴィチ・シェフチェンコ（ウクライナ語: Андрій Миколайович Шевченко, ラテン文字表記:Andriy Mykolaiovych Shevchenko, ロシア語: Андрей Николаевич Шевченко, 1976年9月29日 -）は、ウクライナSSR・キーウ州ドヴィルキウシュチナ村出身の元サッカー選手、現サッカー指導者。現役時代のポジションはFW（CF、LWG）。2024年1月からウクライナサッカー連盟の会長を務める。

## 概要
史上最高のストライカーの1人、あるいはウクライナ史上最高の選手とみなされ、ディモナ・キーウやACミラン、ウクライナ代表で活躍し、ウクライナをヨーロッパのサッカー強豪国のひとつに押し上げた。
愛称はシェバ（Sheva）。ヘブライ語で数字の7を意味するため、本人も背番号は7番（もしくは7の入る数字）にこだわりがある。トップスピードから矢のようにゴールを奪うスタイルから「ウクライナの矢」とも称される。
2004年にバロンドールを受賞。UEFAチャンピオンズリーグにおいて歴代10位タイとなる147試合に出場し、歴代5位の67得点を記録した。そのほか、ミラノダービーでは歴代最多得点となる14得点を挙げている。

## クラブ経歴

### ディナモ・キーウ時代
6歳でウクライナのディナモ・キーウのサッカースクールに入団。9歳の時、チェルノブイリ原子力発電所事故で罹災し一家で避難、幼年期を育った土地を離れて移住。1992年にディナモ・キーウユースに昇格、1994年にトップチームでデビューを果たす。最初のクラブであるディナモ・キーウではチームを5年連続リーグタイトルに導き、自身は116試合で60得点した。
シェフチェンコが国際的な注目を集めたきっかけは1997-98シーズンのUEFAチャンピオンズリーグにおける大活躍である。特にFCバルセロナとアウェーのカンプ・ノウで対戦した試合では、バルセロナの圧倒的優位という下馬評の中、シェフチェンコのハットトリックを含む0-4でディナモ・キーウが圧勝という番狂わせの立役者となった。シェフチェンコは次シーズンのチャンピオンズリーグでも大活躍し、10得点を挙げて1998-99シーズンのCL得点王を獲得。ディナモ・キーウをCLベスト4に押し上げる原動力となった。

### ACミラン時代
1999-00シーズンからは推定移籍金2600万ユーロでACミランに移籍をした。開幕戦のレッチェとの対戦でゴールを挙げ、5節のラツィオとの対戦では3得点、移籍初年度から高い順応性を見せた彼は、鋭い突破力と高い決定力で32試合で24得点を挙げていきなりセリエA得点王を獲得。ミランにおいてグンナー・ノルダールに次いで2人目、セリエA全体では6人目となる移籍初年度に得点王に輝いた外国人選手となった。また、シェフチェンコは1999年、2000年と2年連続でヨーロッパ年間最優秀選手の最終候補3名に名を連ねた。

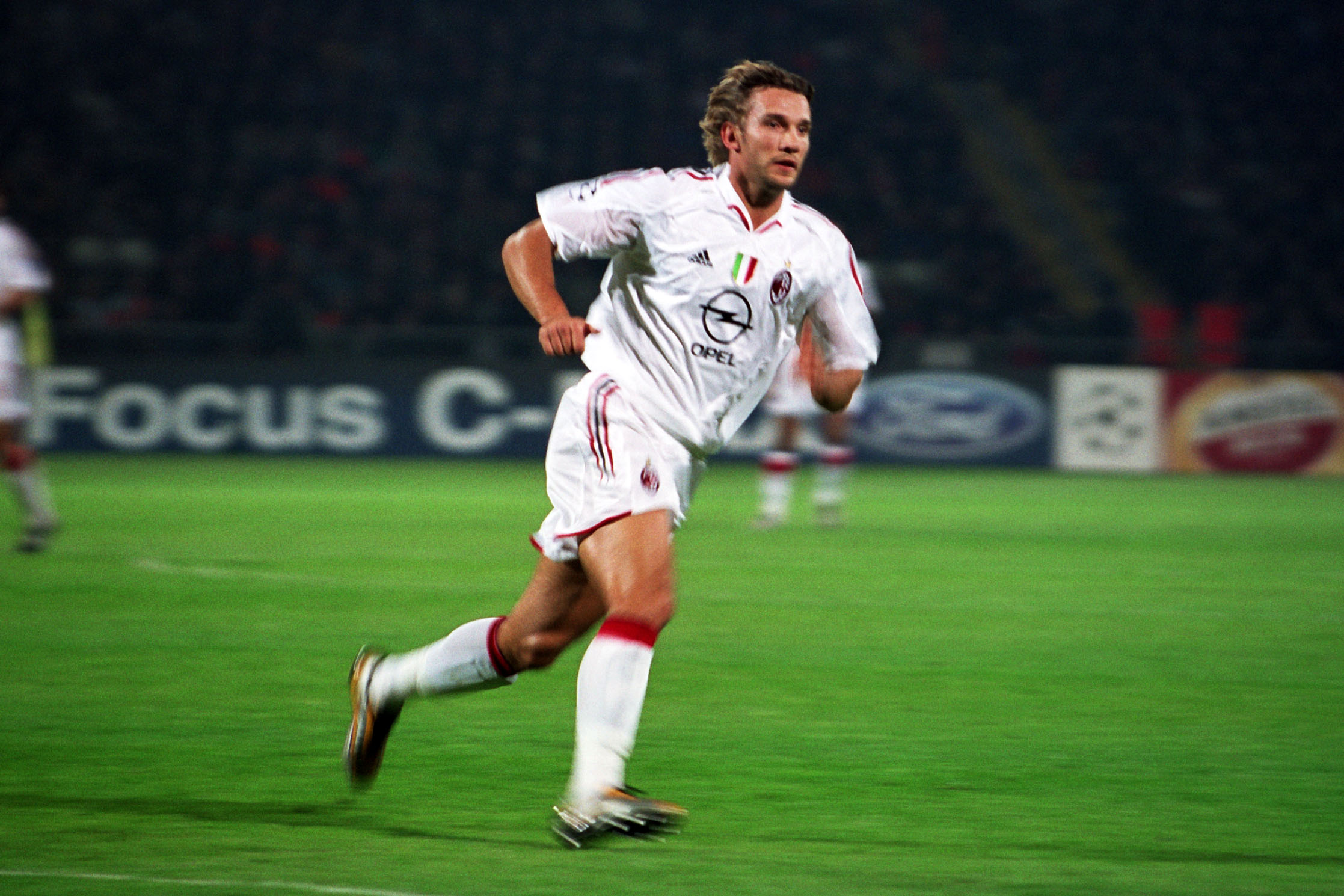
ACミランでプレーするシェフチェンコ

2002-03シーズンは開幕前に負傷して開幕からの数試合を欠場するなど、大幅に得点が減少したが、チャンピオンズリーグ準決勝のインテルとの第2戦ではチームを決勝進出に導く得点を決め、決勝ではユベントスを破り優勝を果たした。2003-04シーズンには再び24得点を挙げて得点王となるなど完全復活を果たし、ACミランのスクデット獲得に貢献した。この年、ポルトガルのデコとブラジルのロナウジーニョを抑えてヨーロッパ年間最優秀選手を受賞した。ウクライナ人でこの名誉を授かったのは、オレグ・ブロヒン（1975年）、イーゴル・ベラノフ（1986年）に次いで3人目である。2004-05シーズン、チャンピオンズリーグ決勝まで進出したが、決勝のリヴァプールとの対戦ではクレスポの得点をお膳立てしたが、PK戦でデュデクにPKを止められて敗戦した。
2006年2月8日、FCトレヴィーゾ戦で得点を挙げたことにより、ノルダールに次ぐクラブ史上2番目の得点数を記録した選手となった。最終的に、7年間で296試合に出場して173得点を記録した。

### チェルシー時代
2005-06シーズン終了後、ACミランからの退団とFAプレミアリーグへの移籍を表明。5月31日、4500万ユーロ（約63億円）の移籍金、年俸900万ユーロ（約13億円）の4年契約でチェルシーFCへ移籍した。しかし、プレミアリーグのサッカーやチェルシーの戦術に馴染めなかったためか、本来の実力を発揮したとは言えないパフォーマンスであった。ディディエ・ドログバは、巨額な移籍金に見合った働きをするために利己的なプレーをしていると批判した。
2008年1月にニコラ・アネルカが加入してからは更に出場の機会がなくなっていき、リザーブチームの試合に出場することもあった。

### ACミラン復帰
その後もなかなかチームに馴染めず出場機会が限られていたため何度も古巣ミラン復帰の噂がされていたが、2008年夏、得点力不足や前線のメンバーの負傷が相次ぐなど前線に問題をかかえていた古巣ミランがレンタル移籍での獲得を希望する。交渉は難航するが8月23日、レンタル移籍で両クラブ間が合意に達し、2シーズンぶりの復帰となった。背番号は、すでにパトが背番号7番を背負っていたため、自身が1976年生まれであること、かつ彼の好む「7」という数字が入っていることから76番となった。しかしリーグ戦では1得点も奪えず、レンタル期間は終了。2009-10シーズンの開幕はチェルシーで迎えることとなった。

### ディナモ・キーウ復帰

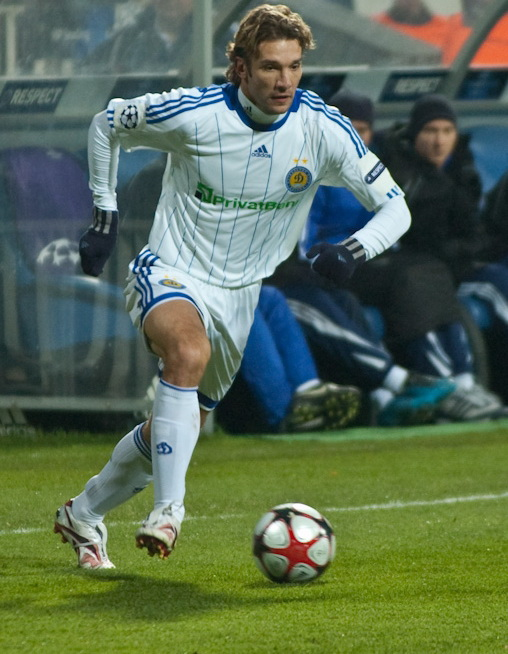
ディナモ・キーウへ復帰したシェフチェンコ

2009年8月29日、10年ぶりに古巣ディナモ・キーウへ復帰することが発表された。2年契約で背番号は7番。2009-10シーズンからキャプテンに就任したアルテム・ミレフスキーのサポート役として、シェフチェンコは副キャプテンに就任。11月4日のチャンピオンズリーグ・インテル戦では華麗なボレーシュートを決めてみせた。

## 代表経歴

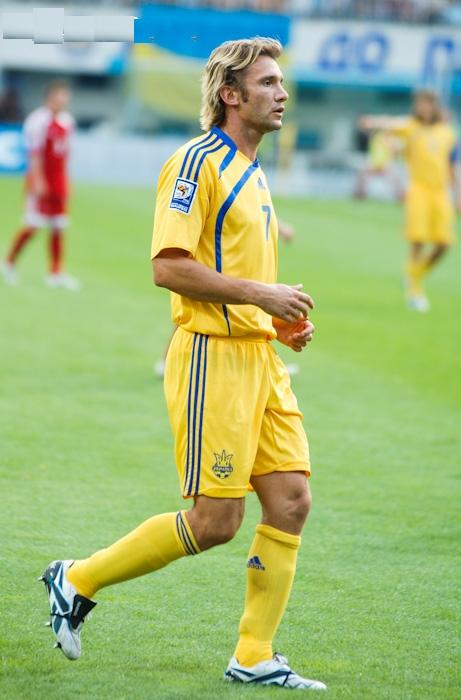
ウクライナ代表でプレーするシェフチェンコ

ウクライナ代表としては111試合に出場して48得点を記録。同国の最多得点記録を保持している。
2006年のワールドカップにおいては、ヨーロッパ予選で6得点を挙げる活躍を見せ、ウクライナ史上初となる本大会出場へと導いた。本大会グループリーグでもチュニジア代表戦での決勝点となるPKを決めるなどし、初出場ながらベスト8まで駒を進めた。
ウクライナがポーランドと共催するUEFA EURO 2012を最後に現役から引退することを大会前に発表。サッカー界から退いた後は、ゴルファーへ転向を果たす計画であり、ゴルフが112年ぶりに正式競技に復活した2016年のリオデジャネイロ五輪への出場を目指す構えだという。そうして臨んだEURO2012ではグループリーグ初戦のスウェーデン戦では、後半7分にスウェーデンのエースであるイブラヒモビッチに先制点を許すも、3分後にヤルモレンコのクロスをヘッドで合わせて同点とし、その7分後にはコーナキックをまたしても頭で合わせて、勝ち越し点を挙げた。こうして2得点を挙げ、ウクライナのEURO初勝利に貢献した。しかし、フランス、イングランドには敗れ、グループリーグ敗退に終わり、大会終了後の2012年7月27日に現役引退した。

## 引退後
現役引退後は、政治家への転身を表明し、同年10月に行われたウクライナ最高議会選挙にウクライナ社会民主党から出馬したが、落選。その後、ウクライナ代表のスタッフ入りも報じられたが、趣味のゴルフでプロゴルファーへの転身も目指し、2013年から複数のツアーに参加したが、すべて予選落ちし大成できなかった。2015年にUEFAのプロライセンスを修得、2016年2月16日、母国ウクライナ代表のコーチ就任が発表された。その後、UEFA EURO 2016グループリーグ敗退で引責辞任したミハイロ・フォメンコ監督の後任として同年7月15日に代表監督就任が発表された。監督として臨んだ2018 FIFAワールドカップ・ヨーロッパ予選では最終節でプレーオフ出場となる2位を争う直接のライバルのクロアチア代表に敗れ、予選グループリーグ3位で本大会出場を逃した。UEFA EURO 2020予選は10戦無敗でグループBを首位通過。EURO2020本戦では、グループCを3位で通過して決勝トーナメントに進出し、準々決勝まで駒を進めた。
2021年11月7日、ジェノアCFCの監督に就任したことが発表された。
2022年1月15日、ジェノアCFC監督の解任を発表。
2022年3月、ロシアのウクライナ侵略を受け、家族が残るキーウに帰国。
2024年1月25日、ウクライナサッカー連盟の会長に就任することを発表した。

## 選手としての特徴
スピード、テクニック、体力、得点感覚という、フォワードとして必要な才能を全て兼ね備えたことから世界最高と謳われ、特にそのスピードから「ウクライナの矢」と呼ばれた。

## エピソード

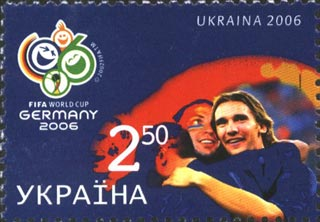
W杯ドイツ大会出場を記念して発行された切手

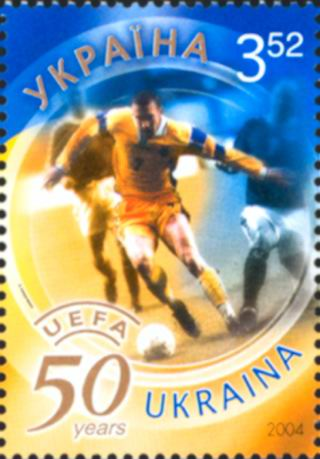
UEFA創立50周年を記念して発行された切手

- 2004年3月にペレが選ぶ偉大なサッカー選手100人に選出され、同年度のバロンドールを受賞するなど、ウクライナの英雄的存在である。実際に2004年にはウクライナのレオニード・クチマ前大統領から「ウクライナの英雄」として表彰されている。
- 同じく2004年にアメリカ人モデルのクリステン・パツィクと結婚。長男はアメリカの元バスケットボール選手マイケル・ジョーダンにちなんでジョーダンと名付けられた。同時期にイングランドへ移籍した理由は、家族のために英語圏で生活するためとも言われている。
- 2005年6月2日にウクライナ大統領のユシチェンコの非常勤顧問に就任した（2004年大統領選挙では、彼は対立候補であったヤヌコーヴィチの応援CMに出演している)。
- 2005-06シーズン末に長年契約していたイタリアのロットとの用具契約を終了し、日本の大手スポーツ用品メーカー、ミズノと用具契約をしたが、シーズン終了後、チェルシーに移籍し、同チームがユニフォーム以外のシャツを着てのスパイク等の広告を禁止した為、クラブのスポンサーであるドイツのアディダスの英国子会社、リーボックがミズノに金銭を支払うという形で契約を買い取り、同社のスパイクを使用していた。その後はアメリカのナイキのスパイクを使用していた。
- 幼少時代、キーウ郊外のクレシュチェチュクに住んでおりチェルノブイリ原子力発電所事故に遭遇している。事故後は黒海に面した港町に疎開している[16]。
- オリヴィエ・ジルーは、少年の頃のアイドルとして名前を挙げた[17]。

・少年時代からのミラニスタであり、14歳の頃に1990 FIFAワールドカップを観戦しにイタリアのミラノにあるサン・シーロに来ていたシェフチェンコは「いつかロッソネロのユニフォームを着てプレーしたい」という夢があった。

## 個人成績
| クラブ           | シーズン | リーグ | リーグ | カップ1 | カップ1 | 国際大会2 | 国際大会2 | 合計 | 合計 |
| クラブ           | シーズン | 出場   | 得点   | 出場    | 得点    | 出場      | 得点      | 出場 | 得点 |
| ---------------- | -------- | ------ | ------ | ------- | ------- | --------- | --------- | ---- | ---- |
| ディナモ・キーウ | 1994-95  | 17     | 1      | 4       | 1       | 2         | 1         | 23   | 3    |
| ディナモ・キーウ | 1995-96  | 31     | 16     | 5       | 1       | 2         | 2         | 38   | 19   |
| ディナモ・キーウ | 1996-97  | 20     | 6      | 0       | 0       | 0         | 0         | 20   | 6    |
| ディナモ・キーウ | 1997-98  | 23     | 19     | 8       | 8       | 10        | 6         | 41   | 33   |
| ディナモ・キーウ | 1998-99  | 26     | 18     | 4       | 5       | 14        | 10        | 44   | 33   |
| ディナモ・キーウ | Total    | 117    | 60     | 21      | 15      | 28        | 19        | 166  | 94   |
| ミラン           | 1999-00  | 32     | 24     | 5a      | 4       | 6         | 1         | 43   | 29   |
| ミラン           | 2000-01  | 34     | 24     | 3       | 1       | 14        | 9         | 51   | 34   |
| ミラン           | 2001-02  | 29     | 14     | 3       | 0       | 6         | 3         | 38   | 17   |
| ミラン           | 2002-03  | 24     | 5      | 4       | 1       | 11        | 4         | 39   | 10   |
| ミラン           | 2003-04  | 32     | 24     | 2a      | 0       | 11b       | 5b        | 45   | 29   |
| ミラン           | 2004-05  | 29     | 17     | 1c      | 3c      | 10        | 6         | 40   | 26   |
| ミラン           | 2005-06  | 28     | 19     | 0       | 0       | 12        | 9         | 40   | 28   |
| ミラン           | Total    | 208    | 127    | 18      | 9       | 70        | 37        | 296  | 173  |
| チェルシー       | 2006-07  | 30     | 4      | 11d     | 7d      | 10        | 3         | 51   | 14   |
| チェルシー       | 2007-08  | 17     | 5      | 3e      | 2e      | 4         | 1         | 24   | 8    |
| チェルシー       | Total    | 47     | 9      | 14      | 9       | 14        | 4         | 75   | 22   |
| ミラン           | 2008-09  | 18     | 0      | 1       | 1       | 7         | 1         | 23   | 2    |
| ミラン           | Total    | 18     | 0      | 1       | 1       | 7         | 1         | 23   | 2    |
| ディナモ・キーウ | 2009-10  | 21     | 7      | 2       | 0       | 6         | 1         | 29   | 8    |
| ディナモ・キーウ | 2010-11  | 18     | 10     | 2       | 1       | 12        | 5         | 32   | 16   |
| ディナモ・キーウ | 2011-12  | 16     | 6      | 1       | 0       | 5         | 0         | 22   | 6    |
| ディナモ・キーウ | Total    | 55     | 23     | 5       | 1       | 23        | 6         | 83   | 30   |
| 通算             | 通算     | 446    | 219    | 60      | 35      | 142       | 67        | 648  | 321  |

1　リーグカップ、スーパーカップ

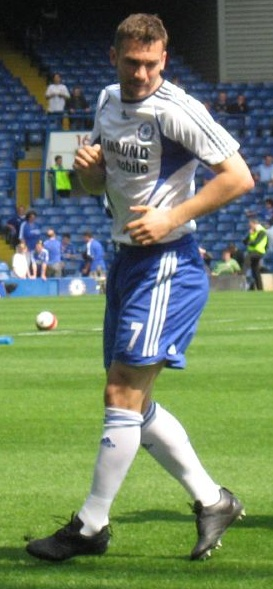
チェルシーでのシェフチェンコ

2 UEFAチャンピオンズリーグ、UEFAカップ、UEFAスーパーカップ
トヨタカップ、FIFAクラブワールドカップ

## 代表歴

### 出場大会
- ウクライナ代表
  - 2006 FIFAワールドカップ

### 試合数
- 国際Aマッチ 111試合 48得点（1995年-2012年）[18]

| ウクライナ代表 | 国際Aマッチ | 国際Aマッチ |
| 年             | 出場        | 得点        |
| -------------- | ----------- | ----------- |
| 1995           | 2           | 0           |
| 1996           | 2           | 1           |
| 1997           | 9           | 4           |
| 1998           | 5           | 1           |
| 1999           | 9           | 2           |
| 2000           | 5           | 5           |
| 2001           | 9           | 6           |
| 2002           | 2           | 0           |
| 2003           | 8           | 3           |
| 2004           | 6           | 4           |
| 2005           | 6           | 2           |
| 2006           | 8           | 5           |
| 2007           | 8           | 3           |
| 2008           | 6           | 3           |
| 2009           | 9           | 4           |
| 2010           | 6           | 2           |
| 2011           | 5           | 1           |
| 2012           | 6           | 2           |
| 通算           | 111         | 48          |

### 得点
| #   | 開催年月日     | 開催地                                                   | 対戦国         | スコア | 結果 | 試合概要                                          |
| --- | -------------- | -------------------------------------------------------- | -------------- | ------ | ---- | ------------------------------------------------- |
| 1.  | 1996年5月1日   | サムスン、サムスン・マイス19スタジアム                   | トルコ         | 1-1    | 3-2  | 親善試合                                          |
| 2.  | 1997年4月2日   | キーウ、オリンピスキ・スタジアム                         | 北アイルランド | 2-1    | 2-1  | 1998 FIFAワールドカップ・ヨーロッパ予選           |
| 3.  | 1997年5月7日   | キーウ、オリンピスキ・スタジアム                         | アルメニア     | 1-0    | 1-1  | 1998 FIFAワールドカップ・ヨーロッパ予選           |
| 4.  | 1997年10月11日 | エレバン、ラズダン・スタジアム                           | アルメニア     | 0-1    | 0-2  | 1998 FIFAワールドカップ・ヨーロッパ予選           |
| 5.  | 1997年11月15日 | キーウ、オリンピスキ・スタジアム                         | クロアチア     | 1-0    | 1-1  | 1998 FIFAワールドカップ・ヨーロッパ予選プレーオフ |
| 6.  | 1998年7月15日  | キーウ、オリンピスキ・スタジアム                         | ポーランド     | 1-2    | 1-2  | 親善試合                                          |
| 7.  | 1999年10月9日  | モスクワ、ルジニキ・スタジアム                           | ロシア         | 1-1    | 1-1  | UEFA EURO 2000予選                                |
| 8.  | 1999年11月13日 | リュブリャナ、ベジグラド・スタジアム                     | スロベニア     | 0-1    | 2-1  | UEFA EURO 2000予選プレーオフ                      |
| 9.  | 2000年4月26日  | ソフィア、ゲオルギ・アスパルホフ・スタジアム             | ブルガリア     | 0-1    | 0-1  | 親善試合                                          |
| 10. | 2000年9月2日   | キーウ、オリンピスキ・スタジアム                         | ポーランド     | 1-1    | 1-3  | 2002 FIFAワールドカップ・ヨーロッパ予選           |
| 11. | 2000年10月7日  | エレバン、ハンラペタカン・スタジアム                     | アルメニア     | 2-1    | 2-3  | 2002 FIFAワールドカップ・ヨーロッパ予選           |
| 12. | 2000年10月7日  | エレバン、ハンラペタカン・スタジアム                     | アルメニア     | 2-3    | 2-3  | 2002 FIFAワールドカップ・ヨーロッパ予選           |
| 13. | 2000年10月11日 | オスロ、ウレヴォール・スタディオン                       | ノルウェー     | 0-1    | 0-1  | 2002 FIFAワールドカップ・ヨーロッパ予選           |
| 14. | 2001年3月28日  | カーディフ、ミレニアム・スタジアム                       | ウェールズ     | 1-1    | 1-1  | 2002 FIFAワールドカップ・ヨーロッパ予選           |
| 15. | 2001年9月1日   | ミンスク、ディナモ・スタジアム                           | ベラルーシ     | 0-1    | 0-2  | 2002 FIFAワールドカップ・ヨーロッパ予選           |
| 16. | 2001年9月1日   | ミンスク、ディナモ・スタジアム                           | ベラルーシ     | 0-2    | 0-2  | 2002 FIFAワールドカップ・ヨーロッパ予選           |
| 17. | 2001年9月5日   | リヴィウ、ウクライナ・スタジアム                         | アルメニア     | 1-0    | 3-0  | 2002 FIFAワールドカップ・ヨーロッパ予選           |
| 18. | 2001年10月6日  | ホジュフ、シレジア競技場                                 | ポーランド     | 1-1    | 1-1  | 2002 FIFAワールドカップ・ヨーロッパ予選           |
| 19. | 2001年11月14日 | ドルトムント、ヴェストファーレンシュタディオン           | ドイツ         | 4-1    | 4-1  | 2002 FIFAワールドカップ・ヨーロッパ予選プレーオフ |
| 20. | 2003年6月7日   | リヴィウ、ウクライナ・スタジアム                         | アルメニア     | 2-2    | 4-3  | UEFA EURO 2004予選                                |
| 21. | 2003年6月7日   | リヴィウ、ウクライナ・スタジアム                         | アルメニア     | 3-2    | 4-3  | UEFA EURO 2004予選                                |
| 22. | 2003年9月10日  | エルチェ、エスタディオ・マヌエル・マルティネス・バレーロ | スペイン       | 2-1    | 2-1  | UEFA EURO 2004予選                                |
| 23. | 2004年10月9日  | キーウ、オリンピスキ・スタジアム                         | ギリシャ       | 1-0    | 1-1  | 2006 FIFAワールドカップ・ヨーロッパ予選           |
| 24. | 2004年10月13日 | リヴィウ、ウクライナ・スタジアム                         | ジョージア     | 2-0    | 2-0  | 2006 FIFAワールドカップ・ヨーロッパ予選           |
| 25. | 2004年11月17日 | イスタンブル、シュクリュ・サラジオウル・スタジアム       | トルコ         | 0-2    | 0-3  | 2006 FIFAワールドカップ・ヨーロッパ予選           |
| 26. | 2004年11月17日 | イスタンブル、シュクリュ・サラジオウル・スタジアム       | トルコ         | 0-3    | 0-3  | 2006 FIFAワールドカップ・ヨーロッパ予選           |
| 27. | 2005年6月4日   | キーウ、オリンピスキ・スタジアム                         | カザフスタン   | 1-0    | 2-0  | 2006 FIFAワールドカップ・ヨーロッパ予選           |
| 28. | 2005年10月8日  | ドニプロ、スタディオン・メテオ                           | アルバニア     | 1-0    | 2-2  | 2006 FIFAワールドカップ・ヨーロッパ予選           |
| 29. | 2006年6月8日   | ルクセンブルク、スタッド・ヨジー・バーテル               | ルクセンブルク | 0-2    | 0-3  | 親善試合                                          |
| 30. | 2006年6月19日  | ハンブルク、AOLアレナ                                    | サウジアラビア | 0-3    | 0-4  | 2006 FIFAワールドカップ                           |
| 31. | 2006年6月23日  | ベルリン、オリンピアシュタディオン                       | チュニジア     | 1-0    | 1-0  | 2006 FIFAワールドカップ                           |
| 32. | 2006年9月6日   | キーウ、オリンピスキ・スタジアム                         | ジョージア     | 1-0    | 3-2  | UEFA EURO 2008予選                                |
| 33. | 2006年10月11日 | キーウ、オリンピスキ・スタジアム                         | スコットランド | 2-0    | 2-0  | UEFA EURO 2008予選                                |
| 34. | 2007年9月12日  | キーウ、オリンピスキ・スタジアム                         | イタリア       | 1-1    | 1-2  | UEFA EURO 2008予選                                |
| 35. | 2007年10月13日 | グラスゴー、ハムデン・パーク                             | スコットランド | 2-1    | 3-1  | UEFA EURO 2008予選                                |
| 36. | 2007年10月21日 | キーウ、オリンピスキ・スタジアム                         | フランス       | 2-2    | 2-2  | UEFA EURO 2008予選                                |
| 37. | 2008年3月26日  | キーウ、ロバノフスキー・ディナモスタジアム               | セルビア       | 1-0    | 2-0  | 親善試合                                          |
| 38. | 2008年9月6日   | リヴィウ、ウクライナ・スタジアム                         | ベラルーシ     | 1-0    | 1-0  | 2010 FIFAワールドカップ・ヨーロッパ予選           |
| 39. | 2008年9月10日  | アルマトイ、アルマトイ・オルタリク・スタディオン         | カザフスタン   | 0-2    | 1-3  | 2010 FIFAワールドカップ・ヨーロッパ予選           |
| 40. | 2009年4月1日   | ロンドン、ウェンブリー・スタジアム                       | イングランド   | 1-1    | 2-1  | 2010 FIFAワールドカップ・ヨーロッパ予選           |
| 41. | 2009年6月6日   | ザグレブ、スタディオン・マクシミール                     | クロアチア     | 1-1    | 2-2  | 2010 FIFAワールドカップ・ヨーロッパ予選           |
| 42. | 2009年9月5日   | キーウ、ロバノフスキー・ディナモスタジアム               | アンドラ       | 3-0    | 5-0  | 2010 FIFAワールドカップ・ヨーロッパ予選           |
| 43. | 2009年10月14日 | アンドラ・ラ・ベリャ、エスタディ・コムナル               | アンドラ       | 0-1    | 0-6  | 2010 FIFAワールドカップ・ヨーロッパ予選           |
| 44. | 2010年5月25日  | ハルキウ、メタリスト・スタジアム                         | リトアニア     | 3-0    | 4-0  | 親善試合                                          |
| 45. | 2010年5月25日  | ハルキウ、メタリスト・スタジアム                         | リトアニア     | 4-0    | 4-0  | 親善試合                                          |
| 46. | 2011年10月7日  | キーウ、ロバノフスキー・ディナモスタジアム               | ブルガリア     | 2-0    | 3-0  | 親善試合                                          |
| 47. | 2012年6月11日  | キーウ、オリンピスキ・スタジアム                         | スウェーデン   | 1-1    | 2-1  | UEFA EURO 2012                                    |
| 48. | 2012年6月11日  | キーウ、オリンピスキ・スタジアム                         | スウェーデン   | 2-1    | 2-1  | UEFA EURO 2012                                    |

## 監督成績
2022年1月13日現在
| クラブ         | 国             | 就任          | 退任          | 記録 | 記録 | 記録 | 記録 | 記録   |
| クラブ         | 国             | 就任          | 退任          | 試   | 勝   | 分   | 敗   | 勝率   |
| -------------- | -------------- | ------------- | ------------- | ---- | ---- | ---- | ---- | ------ |
| ウクライナ代表 | ウクライナの旗 | 2016年7月15日 | 2021年8月1日  | 52   | 25   | 13   | 14   | 048.08 |
| ジェノア       | イタリアの旗   | 2021年11月7日 | 2022年1月15日 | 11   | 1    | 3    | 7    | 009.09 |
| 合計           | 合計           | 合計          | 合計          | 63   | 26   | 16   | 21   | 041.27 |

## 記録

### クラブ
初出場 1994年10月28日 対シャフタール・ドネツク戦
初得点 1994年12月1日 対ドニプロ戦

### 代表
初出場 1995年3月25日 対クロアチア代表戦
初得点 1996年5月1日 対トルコ代表戦

#### ワールドカップ戦績
初出場 2006年6月14日 対スペイン代表戦
初得点 2006年6月18日 対サウジアラビア代表戦

## タイトル

### クラブ
ディナモキーウ
- ウクライナ・プレミアリーグ：1995, 1996, 1997, 1998, 1999
- ウクライナ・カップ：1996, 1998, 1999
- ウクライナ・スーパーカップ：2011
- CISカップ：1996, 1997, 1998

ACミラン
- セリエA：2003-04
- コッパ・イタリア：2002-03
- スーペルコッパ・イタリアーナ：2004
- UEFAチャンピオンズリーグ：2003
- UEFAスーパーカップ 2003

チェルシー
- FAカップ：2007
- フットボールリーグカップ：2007
- FAコミュニティ・シールド：2009

### 個人
- ウクライナ・プレミアリーグ得点王：1999
- CISカップ得点王：1997
- セリエA得点王：1999-00, 2003-04
- UEFAチャンピオンズリーグ得点王：1998-99, 2005-06
- バロンドール：2004
- ウクライナ最優秀選手：1997, 1999, 2000, 2001, 2004, 2005
- セリエA最優秀外国人選手：2000
- UEFAチャンピオンズリーグ最優秀FW：1999
- ゴールデンフット賞：2005
- FIFA 100
- 20世紀の偉大なサッカー選手100人 60位（ワールドサッカー誌選出 1999）
- ウクライナ代表歴代最多得点記録

## 背番号
- 10（1995年 - 1999年）
- 7（1999年 - 2008年8月、2009年9月 - 2012年）
- 76（2008年9月 - 2009年8月）

## スポンサーシップ
- リーボック（2006年） - サッカーキャンペーン「So you think you know me?」のイメージキャラクターとして複数年契約[19]。

## 註釈
1. ↑  “Andriy Shevchenko - Century of International Appearances” (英語). The Rec.Sport.Soccer Statistics Foundation
2. ↑  ウクライナ語名の日本語表記はアンドリー・ムィコラーヨヴィチ・シェウチェンコ、ロシア語名の日本語表記はアンドレイ・ニコラーエヴィチ・シェフチェンコ。ウクライナの独立以後はウクライナ語のみが同国の公用語となっており、人名についてもウクライナ語名が公式。日本のメディアではロシア語名に準じた「アンドレイ・シェフチェンコ」が用いられることが多かった。最近では、ウクライナ語名のロシア語訛りに準じた表記「アンドリー・シェフチェンコ」が用いされることも多くなってきている。ウクライナ語の標準語に準じた表記では「アンドリー・シェウチェンコ」（アンドリイ、アンドリーイ、シェヴチェンコ、シェウチェーンコ、シェヴチェーンコなどのバリエーションあり）となる。「アンドリーイ・シェウチェーンコ」などとなるのは、発音上のアクセントを長音で表すという慣例に従った表記である。また、父称はスポーツ関係では無視されて書かれないことが多い。
3. 1 2 3  Andrei Shevchenko: The making of Sheva
4. ↑  ロイター編集「サッカー＝シェフチェンコ氏、ウクライナ協会会長に選出」『Reuters』2024年1月26日。2024年11月15日閲覧。
5. 1 2  田嶋幸三『これだけは知っておきたい（30）　サッカーの大常識』株式会社ポプラ社、2006年、111ページ、ISBN 4-591-09115-5
6. ↑  “Andriy Shevchenko working with programs to help Ukrainian refugee children” (英語). El Futbolero US (2022年7月29日). 2022年7月29日閲覧。
7. 1 2  “Andriy Shevchenko admits the 'wound is still bleeding' from the 2005 Champions League capitulation in Istanbul and AC Milan striker would 'wake up SCREAMING in the middle of the night' thinking about Liverpool's famous comeback Ни война ни Путин не нужны”.   デイリーメール (2021年5月4日). 2022年2月11日閲覧。
8. ↑  “チェルシーがシェフチェンコ獲得”. ゲキサカ (2006年6月1日). 2023年11月5日閲覧。
9. ↑  livedoor.com (2007年1月28日). “ドログバ不満爆発「シェフチェンコは自己中」”. 2015年11月20日閲覧。
10. ↑  Number Web (2008年4月11日). “シェフチェンコの生き地獄は続く。”. 2015年11月20日閲覧。
11. ↑  “シェフチェンコのミラン復帰が決定”. www.afpbb.com (2008年8月25日). 2023年11月5日閲覧。
12. ↑  uefa.com (2009年8月29日). “シェフチェンコがディナモに復帰”. 2009年8月30日閲覧。
13. ↑  “新旧ミランエース対決は35歳のシェフチェンコに軍配!英雄2発でウクライナがEURO初勝利!!”. ゲキサカ (2012年6月12日). 2023年11月5日閲覧。
14. ↑  “シェフチェンコ、監督としてセリエＡ復帰。ジェノアと２年契約”.   キッカー日本語版 (2021年11月7日). 2021年11月8日閲覧。
15. ↑  “ジェノアが約2カ月でシェフチェンコ監督を解任…セリエAで9戦指揮も勝利挙げられず”. サッカーキング (2022年1月15日). 2023年11月5日閲覧。
16. ↑  金子義仁『ワールドサッカーすごいヤツ全集』フットワーク出版、1999年、p.46-50頁。ISBN 4-87689-330-6。
17. ↑  “「だからここに来ると決めた」ミラン加入のジルー、“呪いの９番”を選択！ 移籍決断の理由は”.   サッカーダイジェスト (2021年7月18日). 2023年2月26日閲覧。
18. ↑  アンドリー・シェフチェンコ - National-Football-Teams.com
19. ↑  アンドリー・シェフチェンコがReebokと契約 Rbkが素顔のシェフチェンコの素顔を紹介 , リーボック、 2006年9月5日のリリース